# Benedetto degli Alessandri

Meditatione sopra la vita di Gesù Cristo

Benedetto degli Alessandri (21 febbraio 1424 – 8 luglio 1493) è stato un nobile e politico italiano.

## Biografia
Figlio di Bartolomeo degli Alessandri, fu podestà di San Gimignano nel 1460, console della zecca nel 1464, vicario di Casentino nel 1477, castellano della Rocca Vecchia di Pisa nel 1479.

## Opere
- Meditatione sopra la vita di Gesù Cristo, Impresso in Firenze, Francesco Bonaccorsi, 1487.